# Challenger WTA de Puerto Vallarta 2024
El Mexico Series Puerto Vallarta 125 2023 fue un torneo de tenis perteneció a la WTA 125K serie 2024 en la categoría WTA 125s. El torneo tuvo lugar en la ciudad de Puerto Vallarta (México), desde el 19 de febrero hasta el 25 de febrero de 2024 sobre pista de dura al aire libre.

## Cabezas de serie

### Individuales femenino
| Tenista             | Ranking | Preclasificada |
| Anna Schmiedlová    | 77      | 1              |
| Yanina Wickmayer    | 80      | 2              |
| Taylor Townsend     | 81      | 3              |
| Renata Zarazúa      | 101     | 4              |
| María Lourdes Carlé | 105     | 5              |
| Claire Liu          | 109     | 6              |
| Hailey Baptiste     | 115     | 7              |
| Julia Riera         | 116     | 8              |

- Ranking del 12 de febrero de 2024.

### Dobles femenino
| Tenista                         | Ranking | Preclasificada |
| Irina Khromacheva Yana Sizikova | 133     | 1              |
| Yana Sizikova Katarzyna Piter   | 151     | 2              |

## Campeonas

### Individuales femeninos
McCartney Kessler venció a  Taylah Preston por 5–7, 6–3, 6–0

### Dobles femenino
Iryna Shymanovich /  Renata Zarazúa vencieron a  Angelica Moratelli /  Camilla Rosatello por 6–2, 7–6(1)